# Ilha Rasa
Ilha Rasa är en ö i Brasilien.   Den ligger i delstaten Paraná, i den södra delen av landet, 1 100 km söder om huvudstaden Brasília. Arean är 10,6 kvadratkilometer.
Terrängen på Ilha Rasa är mycket platt. Öns högsta punkt är 23 meter över havet. Den sträcker sig 6,7 kilometer i nord-sydlig riktning, och 3,1 kilometer i öst-västlig riktning.